# Liste von Motorradgespannherstellern
Die Liste von Motorradgespannherstellern listet Marken oder Hersteller auf, die komplette Motorradgespanne oder Beiwagen hergestellt und vertrieben haben.
- In der Spalte Markenname steht der Markenname oder der Name des Herstellers sofern identisch.
- In der Spalte Staat steht der Staat, in dem der Hersteller der Marke seinen Firmensitz hat oder hatte.
- In der Spalte Ort steht der letzte Firmensitz des Herstellers.
- In der Spalte Kurzbeschreibung befinden sonstige Hinweise.

| Markenname oder Hersteller                | Staat               | Ort                         | Gespannbau seit/bis | Kurzbeschreibung |
| ----------------------------------------- | ------------------- | --------------------------- | ------------------- | --- |
| A.J.S.                                    | Großbritannien      | Wolverhampton               | 1915 bis 1967       | |
| ARMEC                                     | Schweiz             | Emmenbrücke                 | 1986–               | erste Serienfertigung von Schwenkergespannen                                                                                                |
| AWO                                       | DDR                 | Suhl                        | 1955 bis 1958       | 10 Exemplare des Modells AWO 700 wurden gebaut                                                                                              |
| Binder                                    | Deutschland         | Reichertshofen              | 1952 bis 1956       | Beiwagenhersteller (nur für DKW) |
| BMW                                       | Deutschland         | München                     | 1938 bis 1944       | Militärmodelle BMW R 12, BMW R 75 Gespann                                                                                                   |
| Bonomi                                    | Italien             | Mailand                     | 1928 bis 1939       | |
| Carell                                    | Deutschland         | Heßheim                     | 1984 bis 2004 ?     | Steib-Nachbauten |
| CIMT (Carrozzino Italiano Moderno Torino) | Italien             | Turin                       | 1946 bis 1958       | |
| Clyno                                     | Großbritannien      | Wolverhampton               | 1914 bis 1918       | Militärmodell |
| Chang Jiang                               | Volksrepublik China | Nanchang                    | 1958–               | BMW R 71-Nachbau |
| Diamant                                   | Deutschland         | Reichenbrand/Sachsen        | 1905 bis 1908       | |
| Dessauer                                  | Deutschland         | Dessau                      | 1929 bis 1936       | Beiwagenhersteller, ehemals ANFA |
| DKW                                       | Deutschland         | Zschopau                    | 1927 bis 1933       | |
| Dnepr                                     | Ukraine             | Kiew                        | 1976–               | |
| Donghai                                   | China               | Shanghai                    | 1978 bis 1985       | Modell Donghai SM 750, Triumph-Nachbau |
| Durapid                                   | Italien             | Rom                         | 1950 bis 1957       | Beiwagen für Motorroller |
| Dusting                                   | Australien          | Melbourne                   | 1920? bis 1955      | Beiwagenhersteller |
| D-Rad                                     | Deutschland         | Berlin-Spandau              | 1925 bis 1930       | |
| Egli                                      | Schweiz             | Bettwil                     | 1984 bis 1986 ?     | Modell Egli Red Liberator |
| ef-tech Jochen Brett (Gespannbau)         | Deutschland         | Mühlacker                   | 1980-               | |
| Ekamobil                                  | Deutschland         | Berlin                      | 1906 bis 1914       | Selbstfahrer-Beiwagen |
| EML                                       | Niederlande         | Neede                       | 1972–               | |
| EZS                                       | Niederlande         | Zelham                      | 1981–               | |
| Flxible                                   | USA                 | Ohio                        | 1913 bis 1931       | erster Parallelschwenker |
| FN                                        | Belgien             | Herstal                     | 1937 bis 1940       | Militärmodell FN M12 |
| Frera                                     | Italien             | Tradate / Mailand           | 1905 bis 1935       | Erster italienischer Hersteller von Beiwagen                                                                                                |
| Gillet Herstal                            | Belgien             | Herstal                     | 1937 bis 1940       | Militärmodell Gillet Herstal 720 AB |
| Gnome et Rhône                            | Frankreich          | Paris                       | 1937 bis 1945       | Militärmodell Gnome et Rhône AX II |
| Göricke                                   | Deutschland         | Bielefeld                   | 1904 bis 1907       | |
| Grüter + Gut Motorradtechnik              | Schweiz             | Ballwil                     | 1994 bis 1999       | einziges Modell war die GG Duetto |
| Harley-Davidson                           | USA                 | Milwaukee                   | 1915 bis 2011       | |
| Hollandia                                 | Niederlande         | Amsterdam                   | 1938 ? bis 196?     | |
| Imperia                                   | Deutschland         | Bad Godesberg               | 1923 bis 1935       | erster Parallelschwenker in Deutschland |
| Indian                                    | USA                 | Springfield (Massachusetts) | 1914 bis 1940       | |
| IZH                                       | Russland            | Ischewsk                    | 1972 bis 1982       | Modell IZH Jupiter 3, DKW-Nachbau mit 347 cm³ Hubraum                                                                                       |
| Jialing                                   | China               |                             | 2005–               | Motor von AVL |
| Kali                                      | Deutschland         | Oberursel (Taunus)          | 1922 bis 1969       | Beiwagenhersteller |
| Kalich                                    | Deutschland         | Gondelsheim                 | 1989–               | Beiwagen- und Schwenkerhersteller |
| Kawasaki                                  | Japan               | Kōbe                        | 1969 bis 1970?      | Mach III mit Beiwagen von Tairiku Motors |
| Krauser                                   | Deutschland         | Mering                      | 1988 bis 2004       | einziges Modell war die Krauser-Domani |
| LBS                                       | Niederlande         | Elsendorp                   | 2005–               | |
| Longhi                                    | Italien             | Mailand                     | 1922 bis 2003       | |
| Matchless                                 | Großbritannien      | London                      | 1921 bis ?          | |
| Mash                                      | Frankreich          | Beaune                      | 2018–               | |
| Meldi                                     | Italien             | Turin                       | 1921 bis 1953       | Beiwagenlieferant für Benelli, Gilera und Moto Guzzi                                                                                        |
| Mills & Fulford                           | Großbritannien      | Coventry                    | 1902 bis ?          | erster Gespannhersteller der Welt |
| Mobec (-HeMoS)                            | Deutschland         | Bissingen o.L.              | 1990–               | |
| Moto Guzzi                                | Italien             | Mandello del Lario          | 1939 bis 1969 ?     | Militärmodelle Alce, Superalce und V7 |
| Neander                                   | Deutschland         | Düren                       | 1924 bis 1930       | |
| Nimbus                                    | Dänemark            | Kopenhagen                  | 1919 bis 1960       | |
| NSU                                       | Deutschland         | Neckarsulm                  | 1905 bis 1925       | |
| René Gillet                               | Frankreich          | Montrouge                   | 1929 bis 1940 ?     | Die Karosserie lieferte Bernadet |
| Restelli                                  | Italien             | Mailand                     | 1922 bis 1929       | |
| Rikuo                                     | Japan               | Tokio                       | 1935 bis 1946       | Militärmodell, Harley-Davidson-Nachbau (Flathead)                                                                                           |
| Royal                                     | Deutschland         | München                     | 1924 bis 1964       | Beiwagenhersteller |
| Royal Enfield                             | Großbritannien      | Redditch                    | 1926 bis ?          | |
| Saroléa                                   | Belgien             | Herstal                     | 1938 bis 1940       | Militärmodell Saroléa 38H |
| Side-Bike                                 | Frankreich          | Colombe (Isère)             | 1988–               | |
| SMIT (Sidecar Moderno Italiano Torino)    | Italien             | Turin                       | 1930 bis 1955       | Zuvor Restelli (Paolo Parri), dann SMIT; bis zum Zweiten Weltkrieg der größte italienische Hersteller; produzierte Beiwagenrad mit Federung |
| Squire                                    | Großbritannien      | Bidford-on-Avon             | 1972–               | Beiwagenhersteller |
| Steib                                     | Deutschland         | Nürnberg                    | 1913 bis 1965       | Beiwagenhersteller, 1939 der größte der Welt                                                                                                |
| Stolz                                     | Deutschland         | Berlin-Neukölln             | 1929 bis 1958       | Beiwagenhersteller |
| Stoye                                     | Deutschland/DDR     | Leipzig                     | 1925 bis 1989       | Beiwagenhersteller, seit 1972 nur für MZ |
| Tilbrook                                  | Australien          | Adelaide                    | 1946 bis 1980       | |
| Tittarelli                                | Italien             | Rom                         | 1932 bis 1960       | |
| Troika                                    | Deutschland         | Schorndorf                  | 1978–               | Beiwagenhersteller nur für BMW |
| Universal                                 | Schweiz             | Oberrieden                  | 1943 bis 1946       | Militärmodell Universal A 1000 |
| Ural                                      | Russland            | Irbit                       | 1941–               | |
| Velorex                                   | Tschechoslowakei    | Solnice                     | 1975–               | Beiwagenhersteller (Modelle 562 und 700) für Jawa                                                                                           |
| Walter                                    | Deutschland         | Wabern                      | 1986–               | |
| Watsonian                                 | Großbritannien      | Moreton-in-Marsh            | 1912–               | ältester existierender Beiwagenhersteller der Welt                                                                                          |
| Wasp                                      | Großbritannien      | Berwick St James            | 1963–               | überwiegend Geländegespanne |
| Zündapp                                   | Deutschland         | Nürnberg                    | 1941 bis 1957       | Zündapp KS 750 Gespann sowie Zündapp KS 601                                                                                                 |